# Claudio Morel
Claudio Marcelo Morel Rodríguez (* 2. Februar 1978 in Asunción, Paraguay) ist ein ehemaliger paraguayischer Fußballspieler. Der Verteidiger begann seine Laufbahn in Argentinien bei CA San Lorenzo de Almagro. 2007 gewann er mit den Boca Juniors die Copa Libertadores, zudem gewann er insgesamt vier Mal die Copa Sudamericana, bzw. deren Vorgängerwettbewerb, die Copa Mercosur. Mit der Nationalmannschaft nahm er 2007 an der Copa América und 2010 an der Fußball-Weltmeisterschaft teil. 2010 schloss er sich Deportivo La Coruña an, kehrte aber 2012 nach Argentinien zurück und unterschrieb beim CA Independiente. Im Jahr 2014 beendete er seine Laufbahn.

## Karriere
Der Sohn von Eugenio Morel – einem in Argentinien aufgewachsenen paraguayischen Nationalspieler, der 1979 den Südamerikapokal der Nationalmannschaften, die Copa América gewann – begann mit dem Fußball 1995 in der Jugendmannschaft des bonarenser Spitzenvereines CA San Lorenzo de Almagro.
Von 1998 bis 2004 spielte der vornehmlich als linker Verteidiger oder Innenverteidiger aufgestellte Morel in der Kampfmannschaft des Klubs, mit dem er 2001 die Clausura der Argentinischen Meisterschaft und die Copa Mercosur gewann. 2002 gewann er mit San Lorenzo auch den erstmals ausgespielten Nachfolgewettbewerb der Mercosur, die Copa Sudamericana. Bereits 1999 debütierte er zudem in der Paraguayischen Fußballnationalmannschaft.
Mitte 2004 wechselte Morel zu den Boca Juniors, mit denen er noch im selben Jahr bei der Copa Sudamericana reüssierte. 2005 gelang auch die bislang einzige erfolgreiche Titelverteidigung in diesem Wettbewerb. 2005, 2006 und 2007 gewann er zudem mit den Boca Juniors jeweils eine der argentinischen Halbserienmeisterschaften. Höhepunkt war aber der Gewinn der Copa Libertadores 2007 durch zwei klare Siege in den Finalspielen gegen den brasilianischen Verein Grêmio Porto Alegre.
2007 nahm er mit der Nationalmannschaft an der Copa América in Venezuela teil, die dort statistisch den sechsten Abschlussrang einnahm. Als 32-Jähriger nahm er 2010 erstmals an einer Fußballweltmeisterschaft teil und war in der Stammbesetzung Paraguays in Südafrika.
2008 wurde er zum Paraguayischen Fußballer des Jahres erkoren.
Nachdem sein Vertrag bei den Boca Juniors abgelaufen war, wechselte Morel im August 2010 ablösefrei in die spanische Primera División zu Deportivo La Coruña. Er unterschrieb einen Vertrag über zwei Jahre. Nach zwei Jahren in Spanien kehrte er 2012 nach Argentinien zurück, wo er bis 2014 beim CA Independiente spielte. Am Ende der Saison 2012/13 stieg er mit seiner Mannschaft aus der Primera División ab. Im Jahr 2014 wechselte er zu Club Sol de América nach Paraguay, wo er seine Laufbahn Ende des Jahres beendete.

## Titel und Erfolge
- Copa Libertadores: 2007
- Copa Mercosur: 2001
- Copa Sudamericana: 2002, 2004, 2005
- Argentinische Halbserienmeisterschaft: 2001 (C), 2005 (A), 2006 (C), 2007 (A)
A = Apertura, C = Clausura